# كيد كامب
كيد كامب (بالإنجليزية: Kid Camp)‏ هو لاعب كرة قاعدة أمريكي، ولد في 8 ديسمبر 1869 في نيو ألباني في الولايات المتحدة، وتوفي في 2 مارس 1895 في أوماها في الولايات المتحدة.